# Playa Chiquita
Playa Chiquita es un corregimiento del distrito de Santa Isabel en la provincia de Colón, República de Panamá. La localidad tiene 169 habitantes (2010).